# Марија Сикора
Марија Сикора (Тулн на Дунаву, 10. новембар 1946) била је аустријска репрезентативкa у атлетици и рукомету. Двострука учесница Олимпијских игара 1972. (атлетика) и 1984. (рукомет). Такмичила се крајем 1960-их и почетка 1970-их година у атлетици, а касније до половине 80-х у рукомету.
Учествовала је на Олимпијским играма 1972. у Минхену. Трчала је на 400 м,800 м и штафети 4 х 400 метара. У све три дисциплине испала је у квалификацијама. На Универзијади 1970. у Торину две медаље: златна на 400 м, а сребрна на 800 метара. Европска првакиња у дворани на 800 м 4 пута бронзана (3 пута у дворани и једном на отвореном).
Године 1984. на Олимпијским играма у Лос Анђелесу била је члан Женске рукометне репрезентације Аустрије, који је на олимпијском турниру завршила на 6. месту.
Мариа Сикора је сестра атлетичарке и политичарке Лизе Прокоп, тетка рукометаша Карина Прокопа и алпског скијаша Томаса Сикоре.

## Значајнији резултати
| Год.  | Такмичење                    | Место                   | Пласман   | Дисциплина | Резултат | Детаљи |
| ----- | ---------------------------- | ----------------------- | --------- | ---------- | -------- | ------ |
| 1969. | Европске игре у дворани      | Београд, СФРЈ           | 800 м     | 8.         | 2:18,7   |        |
| 1969. | Европско првенство           | Атина, Грчка            | 400 м     |            | 53,0     |        |
| 1970. | Европско првенство у дворани | Беч, Аустрија           | 800 м     |            | 2:07,03  |        |
| 1970. | Европско првенство у дворани | Беч, Аустрија           | 4 x 200 м |            | 1:40,8   |        |
| 1970. | Универзијада                 | Торино, Италија         | 400 м     |            | 52,8 РУ] |        |
| 1970. | Универзијада                 | Торино, Италија         | 800 м     |            | 2:01,9   |        |
| 1971. | Европско првенство у дворани | Софија, Бугарска        | 400 м     |            | 54,4     |        |
| 1971. | Европско првенство           | Хелсинки, Финска        | 400 м     | 4.         | 53,0     |        |
| 1972. | Европско првенство у дворани | Гренобл, Француска      | 4 x 180 м |            | 1:29,5   |        |
| 1972. | Олимпијске игре              | Минхен, Западна Немачка | 400 м     | 36.        | 54,46    |        |
| 1972. | Олимпијске игре              | Минхен, Западна Немачка | 800 м     | 11.        | 2:02,44  |        |
| 1972. | Олимпијске игре              | Минхен, Западна Немачка | 4 x 400 m | 12.        | 3:42,19  |        |

### Рекорди
| Дисциплина     | Дисциплина   | Резултат | Место     | Датум         |
| -------------- | ------------ | -------- | --------- | ------------- |
| 400 м          | на отвореном | 52,7     | Атина     | 1972.         |
| 800 м          | на отвореном | 2:01,5   | Берлин    | 14. јун 1972. |
| 400 м, препоне | на отвореном | 57,3     | Франкфурт | 23. јун 1973. |